# George Stoupe
George Stoupe (* 15. Juni 2001 in Lower Hutt) ist ein neuseeländischer Tennisspieler.

## Karriere
George Stoupe spielt seit 2016 auf der ITF Junior Tour, auf der er bislang drei Titel im Doppel und einen Titel im Einzel bei Turnieren der Kategorie Grade 4 oder Grade 5 gewinnen konnte, die eine geringe Wertigkeit haben. Sein bestes kombiniertes Ranking bei den Junioren ist bislang ein 322. Rang Ende 2018. An einem Grand-Slam-Turnier der Junioren hat er noch nicht teilnehmen können.
Seinen bislang einzigen Auftritt bei einem Profiturnier – und gleich auf der ATP Tour – hatte Stoupe bei seinem Heimturnier in Auckland, als er mit seinem Landsmann Ajeet Rai im Doppelbewerb des ASB Classic zum Auftakt gegen Austin Krajicek und Artem Sitak mit 3:6, 2:6 verlor. Sie hatten im Vorfeld des Turniers eine Wildcard bekommen. In der Weltrangliste wurde er noch nicht geführt.